# Gare de Saviolovo
La gare de Saviolovo (en russe : Савёловский вокзал, Saviolovski vokzal), est l'une des neuf gares ferroviaires principales de Moscou. Elle est nommée d'après le village de Saviolovo, faisant aujourd'hui partie de la municipalité de Kimry, près de Tver. Elle dessert les villes du nord de Moscou. En 2005 - 2009 la gare a relié par aéroexpress l'aéroport de Cheremetievo.

## Histoire
La gare de Saviolovo a été construite entre 1897 et 1902, alors qu'une ligne de 130 km reliait Moscou aux villes de Kachine, Kaliazine, Ouglitch et Rybinsk. Cette ligne appartenait à une compagnie privée, dont la gare terminale se trouvait à l'origine dans les faubourgs de Moscou, près de la Boutyrskaïa et se dénommait la gare de Boutyrka. Ces faubourgs peu à peu s'intègrent à la ville et il est décidé de rebâtir la petite gare en une gare plus grande de style néoclassique. Elle est inaugurée au printemps 1902 et restaurée et agrandie en 1992.

## Galerie

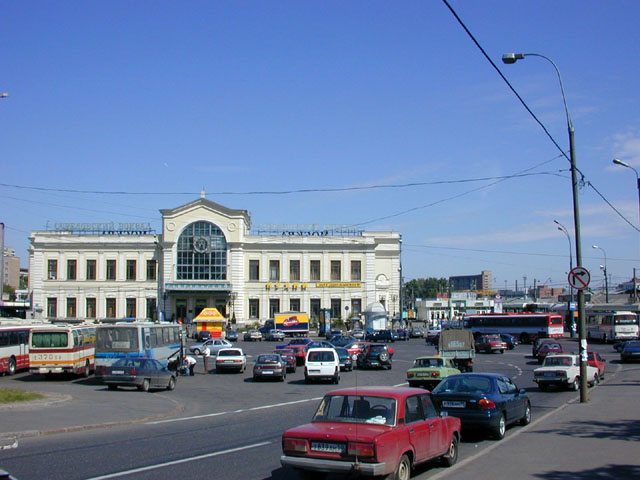
Façade de la gare
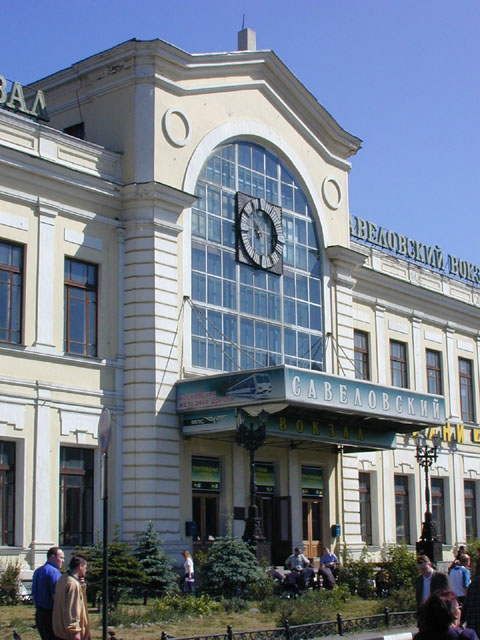
Entrée de la gare
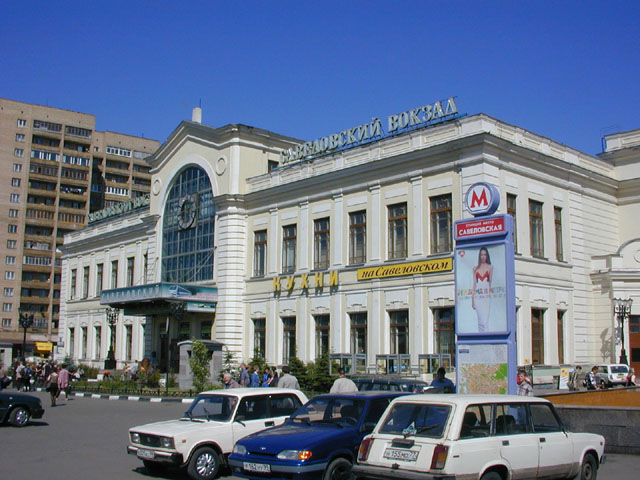
Vue de côté de la gare
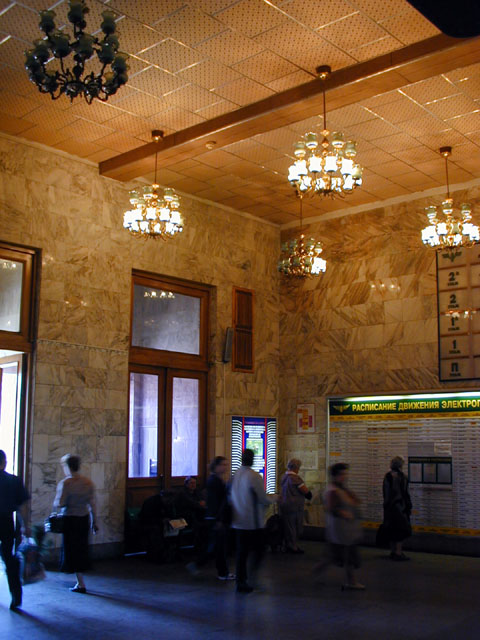
Intérieur de la gare, 2002